# José Gutiérrez de la Concha
José Gutiérrez de la Concha   (Córdoba, 4 de juny de 1809 - Madrid, 5 de novembre de 1895), marquès de l'Havana. Militar i polític espanyol, vescomte de Cuba, Gran d'Espanya de primera classe, capità general dels exèrcits nacionals (1868), director i coronel general del reial cos d'artilleria, director general de la cavalleria, governador superior i capità general de Cuba entre els períodes de 1850-1852, 1854-1859 i 1874-1875.

## Biografia
Va néixer en Córdoba del Tucumán, Argentina, llavors espanyola. L'afusellament del seu pare Juan Antonio Gutiérrez de la Concha pels independentistes americans va fer tornar a la seva mare Petra Irigoyen a Espanya l'any 1814. Germà de Manuel Gutiérrez de la Concha, marquès del Duero.
Com a militar, format en l'Acadèmia d'Artilleria de Segòvia, va prendre part en la primera guerra carlista. L'execució per Espartero en 1841 del seu company d'armes i amic, el general Diego de León, el va portar al retir, i només es va reintegrar quan Espartero va marxar a l'exili en 1845. En els anys de la dècada moderada va passar de brigadier a tinent general, exercint diferents càrrecs militars, tals com Capità General de les províncies basques (1845), comandant general de les tropes destinades a sufocar la rebel·lió de Galícia (1846), Director General de Cavalleria (1847 i 1853) i Capità General de Cuba (1850).
Va iniciar la seva carrera política com a diputat a Corts pel districte de Logronyo en 1845, i fou vicepresident del Congrés dels Diputats en 1847. Va ser ministre interí d'Ultramar i de Marina en 1864 i ministre de la Guerra en 1865. Així com l'últim president del Consell de Ministres en el regnat d'Isabel II, a més de ministre de la Guerra i interí de Marina, als moments previs a la revolució de setembre de 1868, la qual cosa li va suposar l'exili durant el Sexenni Revolucionari.
Després del cop del general Pavía es va reintegrar a la vida política i en 1877 va ser nomenat senador vitalici. Va tancar la seva carrera política dins del partit fusionista arribant a ser president del Senat d'Espanya en dues ocasions (1881-1883 i 1886).

## Capitania General de Cuba
El govern del Bienni el va nomenar de nou capità general de l'illa de Cuba exercint el càrrec fins a 1859, la qual cosa li va suposar la concessió del títol de Marquès de l'Havana en 1857. Va tancar la seva carrera militar en 1867 ascendint a capità general. Finalment, a l'abril de 1874, fou nomenat per tercera vegada capità general de l'illa de Cuba.
Els seus tres governs el front de la Capitania General de Cuba van estar marcats per altes i baixes en la seva gestió administrativa, va haver de fer front a la corrupció i al brot independentista de Narciso López en el seu primer mandat de (1850-1852), en el seu segon període de govern (1854-1859) es va enfrontar a problemes econòmics, socials i polítics que no va saber resoldre, travessant moments de gran impopularitat.
En la seva tercera gestió de govern entre (1874-1875) va haver de fer front al curs de la Guerra dels Deu Anys (1868-1878) on va fracassar i va ser substituït per Blas Villate, qui va rebre el govern de la Capitania de mans del governador provisional Buenaventura Carbó y Aloy.

## Obres
- Memoria acerca del estado político, gobierno y aspiraciones de la isla de Cuba (1852)
- Ensayo sobre la situación política de la Isla de Cuba (1860)
- Memoria de guerra de la isla de Cuba (1877)